# Flemish Cap
Il Flemish Cap è un'area dell'oceano Atlantico settentrionale, circa 560 km a est di St. John, (Terranova).

## Caratteristiche
La scarsa profondità è determinata da un vasto altopiano sottomarino che copre un'area estesa 12.000 miglia quadrate (42.000 km²). La profondità va da circa 122 m a 700 m.
L'altopiano sottomarino si trova in una zona dove si trovano le acque fredde della Corrente del Labrador e la corrente calda del Nord Atlantico (Corrente nord-atlantica).
Geograficamente il Flemish Cap si trova a circa 370 km dalle coste del Canada.

## Problemi
A causa dell'elevata pescosità, la pesca eccessiva è diventata un problema negli ultimi anni; ma il Canada ha fatto uno sforzo per contrastare la pesca eccessiva in questa zona varando una legge sulla protezione della pesca e firmando un accordo con le Nazioni Unite.

## Cultura di massa
- La zona del Flemish Cap viene nominata nel film del 2000 di Wolfgang Petersen La tempesta perfetta, con George Clooney nei panni di Billy Tyne, capitano del motopeschereccio Andrea Gail.